# Publi Corneli Ceteg (cònsol)
Publi Corneli Ceteg (llatí: Publius Cornelius L. f. P. n. Cethegus) va ser un magistrat romà.
Va ser elegit edil curul l'any 187 aC, pretor el 185 aC i cònsol el 181 aC. Durant el seu consolat es va descobrir la tomba del rei Numa Pompili i es va promulgar la Lex Cornelia Baebia sobre delictes electorals. Juntament amb el seu col·lega Bebi Tàmfil va derrotar els lígurs, però sense lliurar cap batalla, només amb petites escaramusses; així i tot, ell i el seu col·lega reberen els honors del triomf. L'any 175 aC va ser un dels decemvirs (decemvir agris dandis assignandis) encarregats del repartiment de terres de la Ligúria i Gàl·lia Cisalpina.